# Mas Margall (Port de la Selva)
Mas Margall és una masia del municipi del Port de la Selva inclosa en l'Inventari del Patrimoni Arquitectònic de Catalunya.

## Descripció
Situat a ponent del nucli urbà de la població del Port de la Selva, a escassa distància de la carretera GIP-6041 dins del quilòmetre sis, en un dels vessants del puig Margall.
Masia aïllada de planta més o menys rectangular construïda en un terreny en pendent, amb alguna part excavada retallant la roca de granit natural. Consta de tres cossos adossats, amb les cobertes enrunades i distribuïda en planta baixa i pis. La façana principal, orientada a migdia, presenta una obertura d'arc rebaixat amb les lloses allargades disposades a sardinell, destinada al bestiar i situada a la planta baixa. Davant del parament hi ha una lliça delimitada per un mur de traçat irregular, bastit amb la tècnica de la paret seca. La façana de llevant presenta una porta directa al pis, a causa del desnivell existent, que permet l'accés a l'habitatge. A la façana de tramuntana es conserven unes estretes obertures a manera d'espitlleres i una porta amb un arc de descàrrega a la part superior, però totes són tapiades. La façana de ponent presenta un contrafort de reforç i, a l'extrem sud-est, hi ha el cos més tardà que integrava el forn de coure pa. Actualment, aquesta part de la construcció està força enrunada. L'edificació destinada a estables i magatzems, situada a la banda de ponent de la construcció i formada per dues crugies, és oberta a migdia mitjançant dues grans arcades bastides amb lloses de pedra disposades a sardinell, i recolzades sobre pilars. La crugia de llevant conserva dues tramades d'una volta d'arestes de pedra morterada, amb restes de l'encanyissat original. Al costat hi ha una petita estança veïna coberta amb una volta de canó, amb restes de l'encanyissat primitiu. A l'interior de l'edifici també hi havia sostres embigats, tot i que actualment s'han perdut.
La construcció és a base de rebles lligats amb morter de calç, amb predomini total del granit.
A pocs metres de distància al nord hi ha una font, actualment reformada. Presenta un arc rebaixat bastit amb lloses disposades a sardinell i unes escales de pedra que permeten accedir a l'interior.

## Història
El Mas Margall és emplaçat dins l'antic territori del monestir de Sant Pere de Rodes. Antigament era conegut com a mas Alzina. El 1671 fou establert en emfiteusi a favor d'Esteve Feliu de la Vall i, més tard, a Francisco Morell i Mates. El 1776 pertanyia a Joan Subiré. Apareix documentat a partir del cens de 1787 i formava part de les possessions del Monestir de Sant Pere de Rodes. A causa de la llei de Desamortització dels béns eclesiàstics del 1835 aquest mas passà a poder de l'Estat i fou subhastat segons consta al B.O. de la província de Girona de l'any 1844. El Mas Margall, amb casa, paller, era i 150 vessanes de terreny erm, fou adquirit per Agustí Tiffi, francès resident a Figueres. L'any 1900 va ser ocupat pels consorts selvatans Romà Corcoll i Llúcia Gran. Durant aquest segle va caure en un abandonament progressiu i actualment presenta un estat ruïnós.